# Chrysosoma guangdongense
Chrysosoma guangdongense är en tvåvingeart som beskrevs av Zhang, Yang och Patrick Grootaert 2003. Chrysosoma guangdongense ingår i släktet Chrysosoma och familjen styltflugor. Inga underarter finns listade i Catalogue of Life.